# Ingeborg Østgård
Ingeborg Østgård (* 5. Oktober 2003) ist eine norwegische Leichtathletin, die sich auf den Mittelstreckenlauf fokussiert.

## Sportliche Laufbahn
Erste Erfahrungen bei internationalen Meisterschaften sammelte Ingeborg Østgård im Jahr 2021, als sie bei den U20-Europameisterschaften in Tallinn in 4:19,75 min auf Anhieb die Goldmedaille im 1500-Meter-Lauf gewann. Im Dezember gewann sie bei den Crosslauf-Europameisterschaften in Dublin in 13:44 min die Silbermedaille im U20-Rennen. Im Jahr darauf belegte sie bei den U20-Weltmeisterschaften in Cali in 4:13,85 min den siebten Platz über 1500 Meter und schied kurz darauf bei den Europameisterschaften in München mit 4:19,36 min im Vorlauf aus. Im Dezember gewann sie bei den Crosslauf-Europameisterschaften in Turin in 13:07 min erneut die Silbermedaille im U20-Rennen. 2023 gelangte sie bei den U23-Europameisterschaften in Espoo mit 4:16,83 min auf den zwölften Platz über 1500 Meter und im Jahr darauf schied sie bei den Europameisterschaften in Rom mit 4:12,73 min im Vorlauf aus. 2025 verpasste sie bei den Halleneuropameisterschaften in Apeldoorn mit 4:22,98 min den Finaleinzug. Ende Juni wurde sie bei der 2. Liga der Team-Europameisterschaft in Maribor in 4:20,18 min Dritte hinter der Türkin Şilan Ayyıldız und Elise Vanderelst aus Belgien. Anschließend kam sie bei den U23-Europameisterschaften in Bergen mit 4:16,32 min nicht über die Vorrunde hinaus.
In den Jahren von 2021 bis 2024 wurde Østgård norwegische Meisterin im 1500-Meter-Lauf im Freien sowie 2024 in der Halle. 

## Persönliche Bestleistungen
- 800 Meter: 2:03,30 min, 12. September 2021 in Kristiansand
  - 800 Meter (Halle): 2:09,94 min, 7. März 2020 in Bærum
- 1500 Meter: 4:08,84 min, 21. Juni 2025 in Dessau-Roßlau
  - 1500 Meter (Halle): 4:10,79 min, 11. Februar 2024 in Bærum
- 3000 Meter: 9:07,38 min, 9. August 2024 in Jessheim